# Gmina Antigonë
Gmina Antigonë (alb. Komuna Antigonë) – gmina miejska położona w południowej części Albanii. Administracyjnie należy do okręgu Gjirokastra w obwodzie Gjirokastra. W 2011 roku populacja gminy wynosiła 998 osoby w tym 487 kobiety oraz 511 mężczyzn, z czego Albańczycy stanowili 73,45%, a Grecy 1,7% mieszkańców. 
W skład gminy wchodzi pięć miejscowości: Asim Zeneli, Arshi Lëngo, Krinë, Tranoshisht, Saraqinisht.